# Zwetnopolje
Zwetnopolje (russisch Цветнополье), auch Blumenfeld (russisch Блюменфельд, inoffiziell),  ist ein russlanddeutsches Dorf im Deutschen Nationalrajon Asowo in der russischen Oblast Omsk in Westsibirien. 

## Geografie
Es befindet sich rund 60 Kilometer Luftlinie südwestlich von Omsk und etwa 25 Kilometer südsüdwestlich des Rajonzentrums Asowo.
Zwetnopolje ist Sitz der Landgemeinde Zwetnopolskoe selskoje posselenije, zu der außerdem das 5 km südöstlich liegende Dorf Rosa-Dolina (ehemals deutsch Rosental) und formal der etwa 4 km südlich gelegene Aul Bakse (ehemals von Kasachen besiedelt, seit spätestens den 2000er-Jahren unbewohnt) gehören.

## Bevölkerungsentwicklung
| Jahr | Einwohner |
| ---- | --------- |
| 1909 | 528       |
| 1989 | 1923      |
| 2002 | 1968      |
| 2010 | 1876      |

## Geschichte
Wolgadeutsche Umsiedler gründeten 1906 das Dorf, das sie in Erinnerung an ihren Herkunftsort Zwetnopolje (Blumenfeld) nannten; die russische und die deutsche Bezeichnung sind gleichbedeutend. Im Dorf gibt es eine Mittelschule mit Deutschunterricht als Muttersprache. Zwischen 1991 und 1998 wanderten 8990 Personen aus dem Gebiet nach Deutschland aus, darunter aus Zwetnopolje.